# Zuniceratops
Zuniceratops („rohatá tvář (domorodého lidu) Zuniů“) byl rod menšího rohatého dinosaura, žijícího v období rané svrchní křídy (asi před 91 až 88 miliony let) na území dnešního Nového Mexika (jihozápad USA). Fosilii tohoto dinosaura objevil roku 1996 tehdy osmiletý Christopher James Wolfe, syn paleontologa Douglase G. Wolfeho v sedimentech souvrství Moreno Hill. Celkem byla objevena jedna lebka a několik fragmentů poskraniálních kostí (jedna domnělá lebeční kost byla nicméně později překlasifikována jako ischium teropoda rodu Nothronychus).

## Popis
Zuniceratops byl v dospělosti dlouhý asi 2,2 až 3,5 metru a vysoký kolem jednoho metru v plecích. Jeho hmotnost pak činila asi 175 kilogramů, tedy mnohem méně než u většiny pozdějších a vývojově vyspělejších ceratopsidů (například obřího rodu Triceratops). Zatímco nadočnicové rohy má zuniceratops dobře vyvinuté, jeho nosní roh je téměř neznatelný. Tento dinosaurus představuje jakousi vývojovou přechodnou formu mezi primitivními asijskými ceratopsidy a vyspělými severoamerickými druhy. Patrně šlo o stádního býložravce, který se pohyboval ve větších skupinách, v nichž hledal ochranu před menšími a středně velkými dravci.

## Únik před dravci
Série stop objevené v Novém Mexiku (souvrství Moreno Hill) dokládají, že jedinec zuniceratopse se zde možná pokoušel uniknout pronásledovatelům, kterými byli zřejmě tyranosauridní teropodní dinosauři.